# Theater im Hafen Hamburg

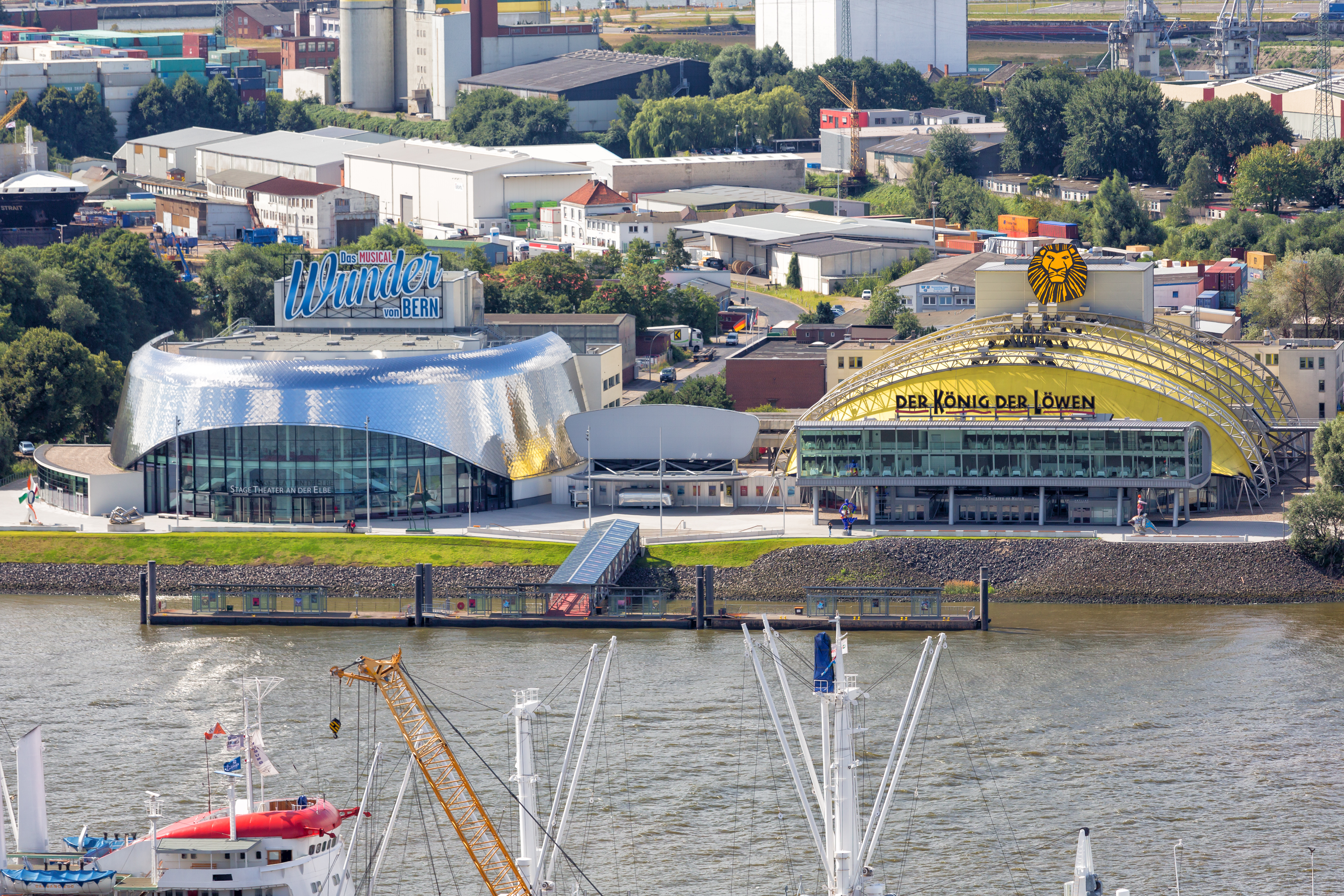
Aufnahme mit dem Theater an der Elbe (links) und dem Theater im Hafen Hamburg (rechts).

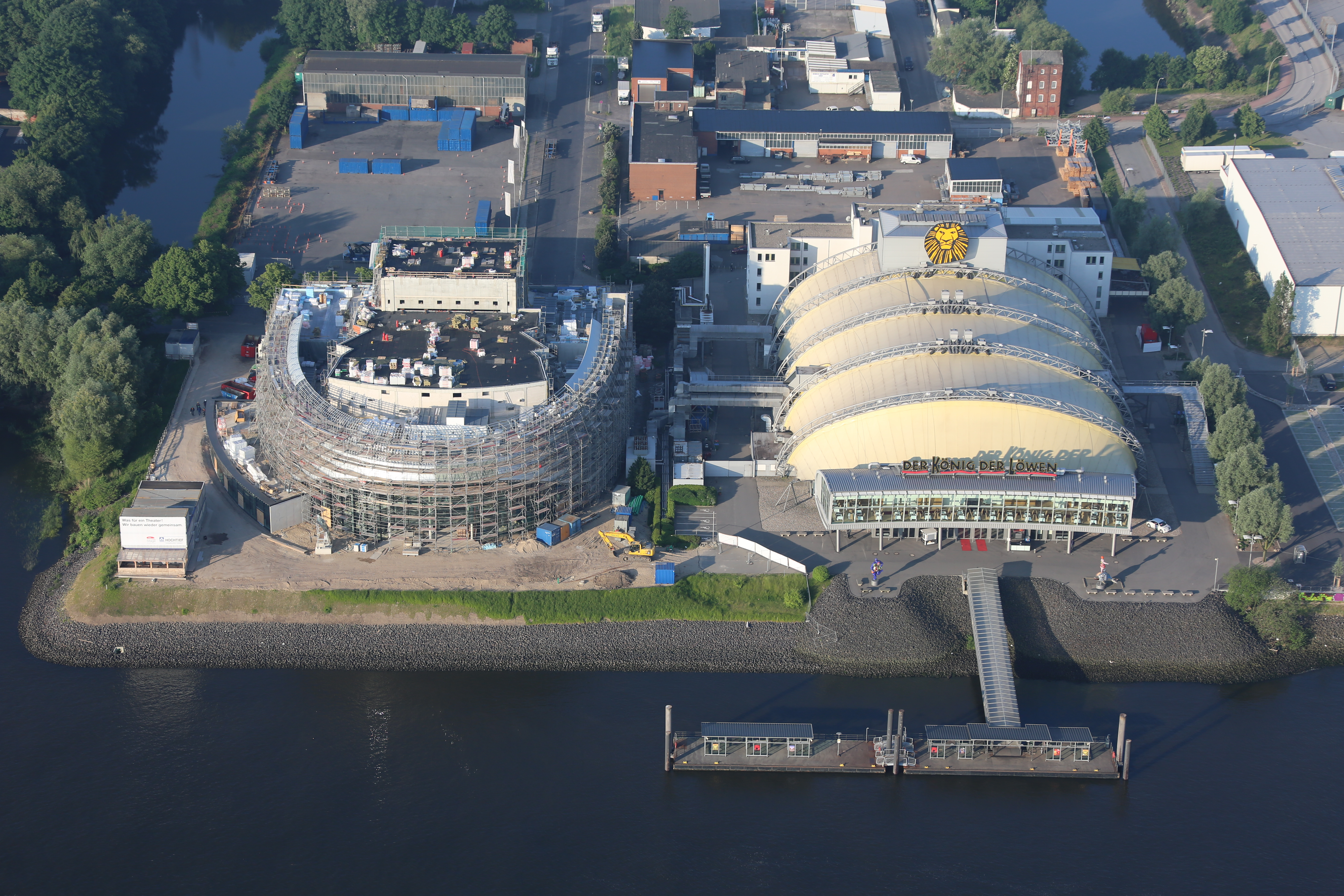
Luftaufnahme (2013) mit dem Theater im Hafen Hamburg (rechts) und dem neuen Theater an der Elbe

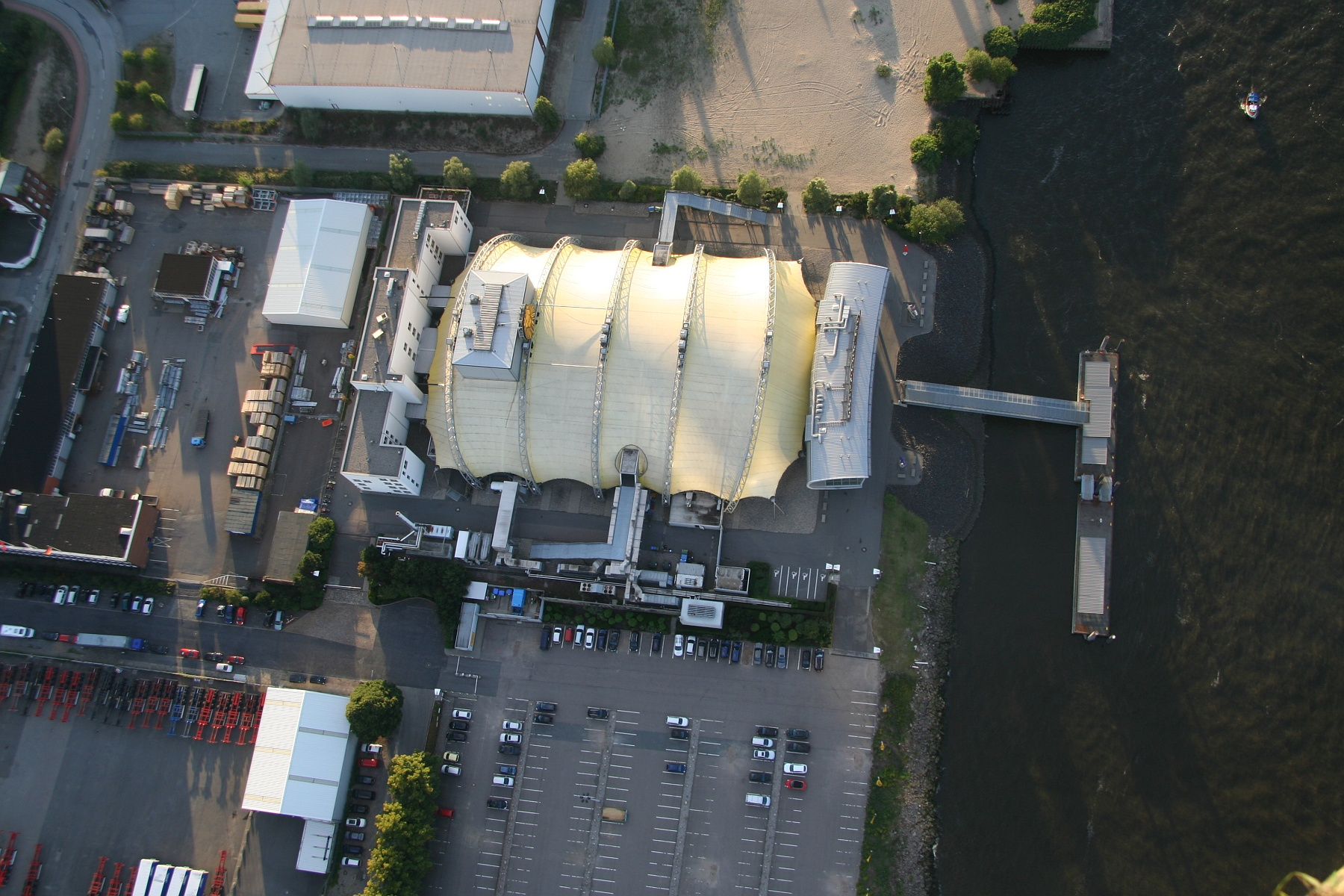
Luftaufnahme (2010)

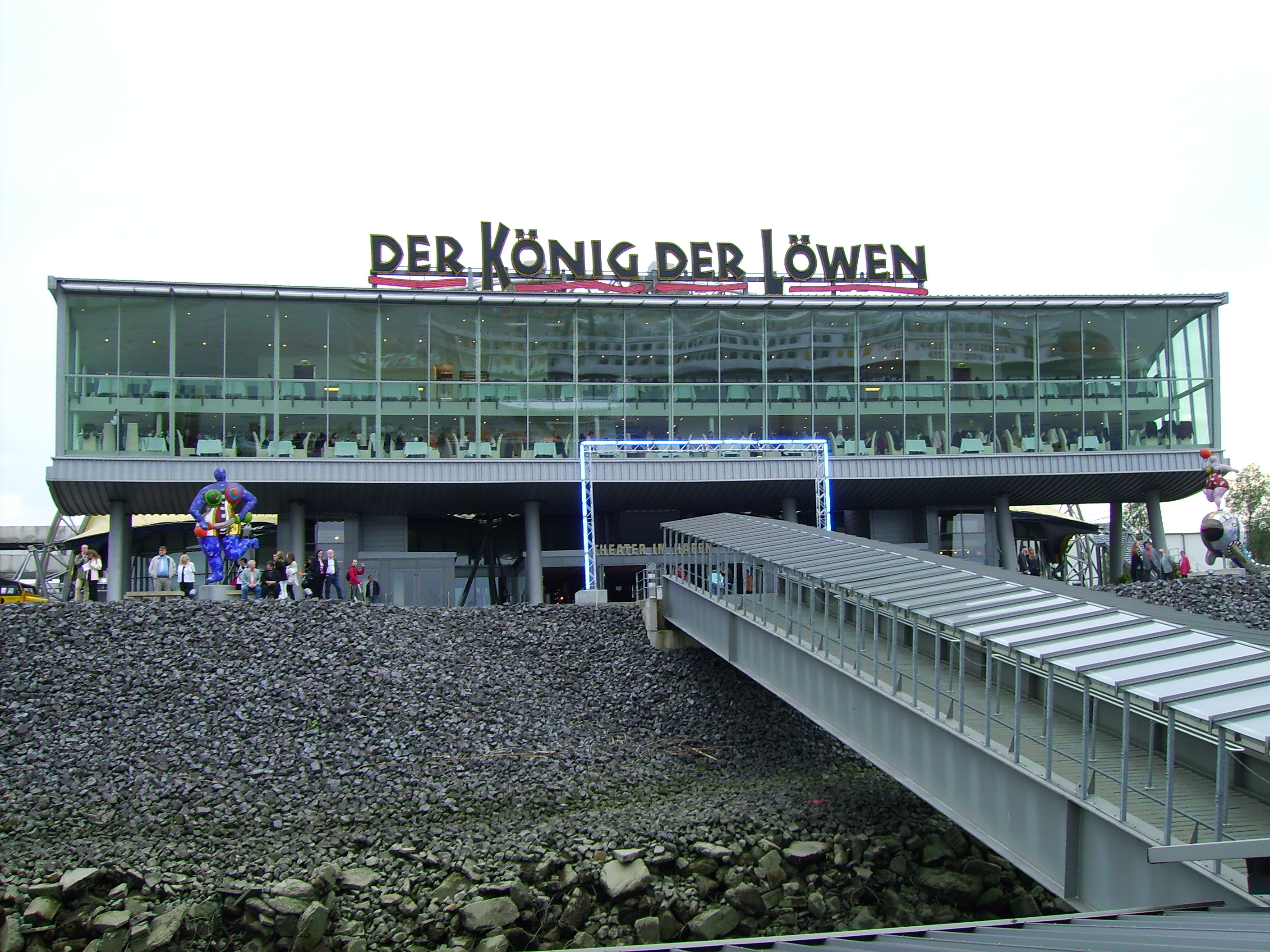
Theater im Hafen, Eingangsbereich (September 2006)

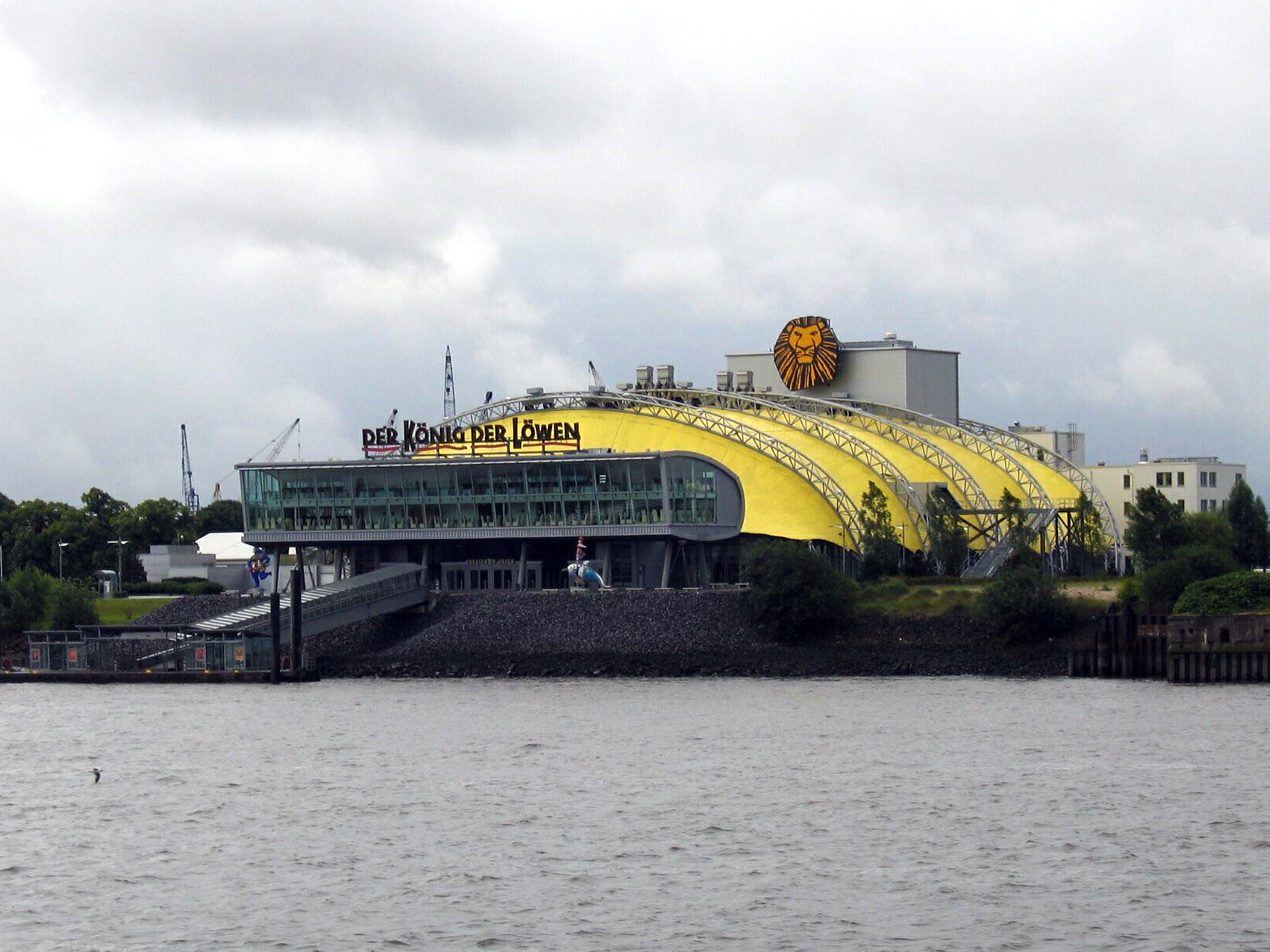
Theater im Hafen, Steinwerder (August 2004)

Das Theater im Hafen Hamburg (offizielle Bezeichnung Stage Theater im Hafen Hamburg) ist ein 1994 eröffnetes Musical-Theater der Stage Entertainment Group. Es befindet sich auf der Hamburger Elbinsel Steinwerder gegenüber den Landungsbrücken und neben dem 2014 eröffneten Theater an der Elbe. Seit dem 2. Dezember 2001 wird dort das Musical Der König der Löwen gespielt. 

## Geschichte
In achtmonatiger Bauzeit wurde das Theater 1994 auf dem ehemaligen Gelände der Stülcken-Werft für die Musical-Produktion Buddy errichtet und entsprechend „Buddy Musicaltheater“ genannt. Die Baukosten betrugen 15 Millionen DM. Der Theatersaal hatte 1500 Sitzplätze, einschließlich neun Logen, auf einer Grundfläche von 5000 m².
Nach der Übernahme durch Stage Entertainment (ehemals Stage Holding) wurde das Theater von April bis November 2001 unter dem Architekten Klaus Latuske komplett umgebaut. Der Theatersaal wurde umgestaltet und auf 2030 Sitzplätze erweitert. Das Bühnenhaus und die Bühne wurden für die Ansprüche des Musicals Der König der Löwen verändert und erweitert. Das Foyer wurde um das Skyline-Restaurant erweitert. Die 7 × 50 m große Glasfassade des Restaurants veränderte die Front des Theaters zum heutigen Aussehen. Der Bühnenturm wurde mit dem Löwenkopf-Logo des Musicals verziert. Es folgte die Umbenennung in „Theater im Hafen“. Foyer und Restaurant wurden zu einer Kunstausstellung des Konzerngründers und Kunstsammlers Joop van den Ende. In der Außenanlage wurden auf dem sogenannten Musical-Boulevard zwei Skulpturen von Niki de Saint Phalle aufgestellt: „Blue Nana“ und „Nana and Dolphin“. Eine weitere dort installierte Skulptur aus der Sammlung van den Endes ist die über 7 Meter hohe Bronzeplastik „Space Elephant“ von Salvador Dalí.
Am 2. Dezember 2001 feierte Der König der Löwen hier seine Deutschlandpremiere und wird seitdem mit großem Erfolg aufgeführt.
Im November 2003 und 2004 fand im Theater im Hafen die Bambi-Verleihung statt.
2011 wurde das Theater in „Stage Theater im Hafen Hamburg“ umbenannt.

## Daten und Fakten

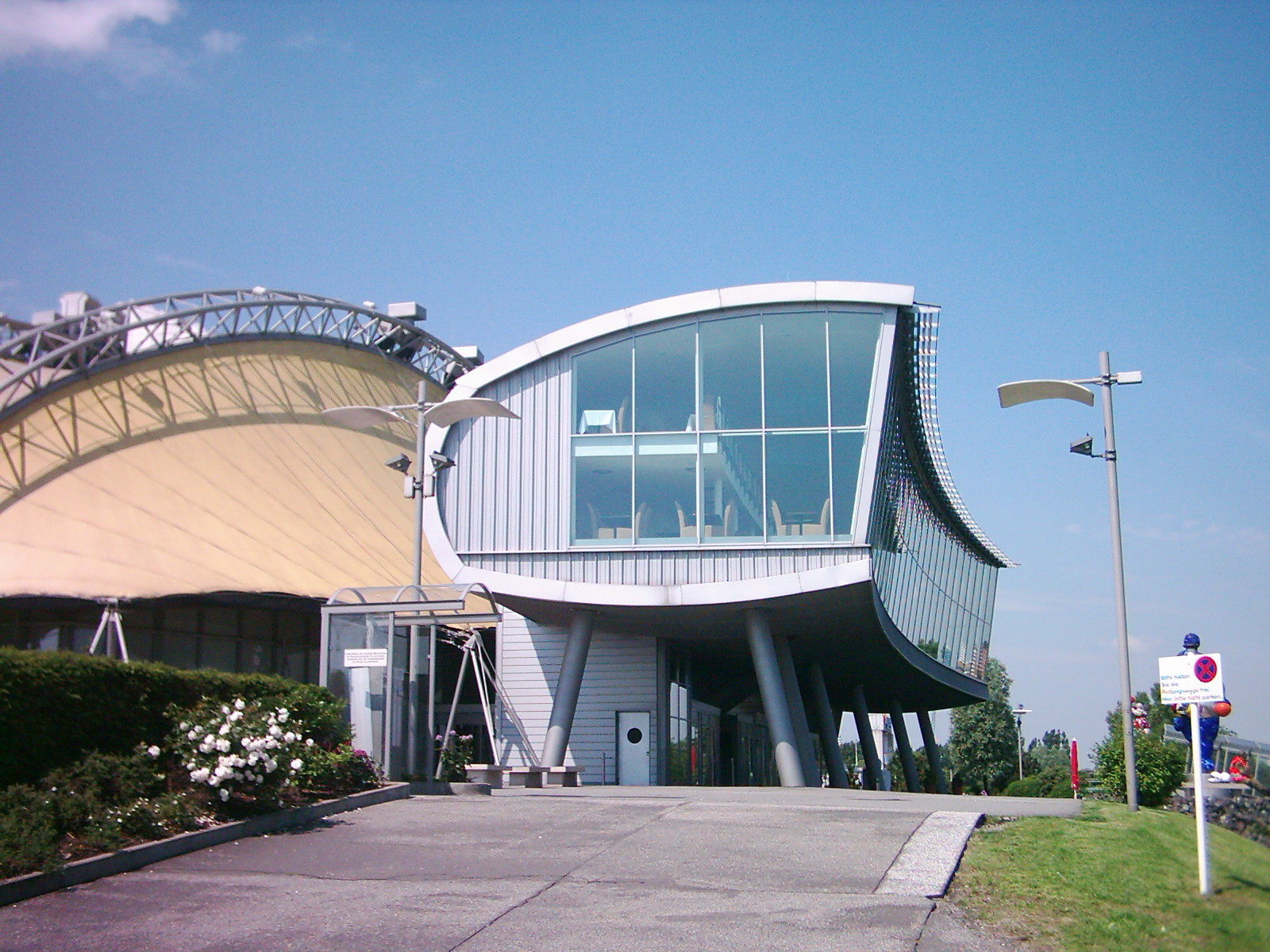
Seitenansicht (Juni 2007)

### Der Theatersaal
Der Saal ist in Bordeauxrot und Schwarz gehalten und bietet Platz für 2046 Besucher. Kein Platz ist mehr als 25 Meter von der Bühne entfernt.
- Parkett: 1406 Sitzplätze in 33 Sitzreihen
- Rang: 624 Sitzplätze in 15 Sitzreihen
- Rollstuhlplätze: 2
- Eingänge Parkett: 4
- Eingänge Rang: 2

### Die Bühne
- Bühnenfläche (inklusive Seitenbühnen): 883 m²
- Unterbühnenfläche: 270 m²
- Portalbreite: 14,5 m
- Portalhöhe: 7 m
- Eine Drehbühne
- Drei Hubpodien
- Bühnenturm: 25 m
- 1,2-Megawatt-Lichtanlage (850 Beleuchtungskörper, davon 70 Moving-Lights und 4 Verfolgerscheinwerfer)

### Vorderhaus
Das Vorderhaus mit Foyer und Restaurants ist für die Besucher vor den Vorstellungen geöffnet.
- Größe des Foyers: 2000 m² auf drei Ebenen
- Anzahl der Bars: Sieben Foyer-Bars und zwei Bars im Restaurant
- Skyline-Restaurant: 600 m² mit 220 Plätzen auf zwei Ebenen
- Kunstsammlung mit über 50 Exponaten: Malereien und Plastiken internationaler und norddeutscher Künstler

## Bisherige Produktionen
| Beginn            | Ende           | Musical             | Genre           | Veranstalter                      | Anmerkungen         |
| ----------------- | -------------- | ------------------- | --------------- | --------------------------------- | ------------------- |
| 16. Dezember 1994 | 07. April 2001 | Buddy               | Jukebox-Musical | seit Mai 2000 Stage Entertainment |                     |
| 02. Dezember 2001 | Offenes Ende   | Der König der Löwen | Musical         | seit Mai 2000 Stage Entertainment | Deutschlandpremiere |